# Гарві (ураган)

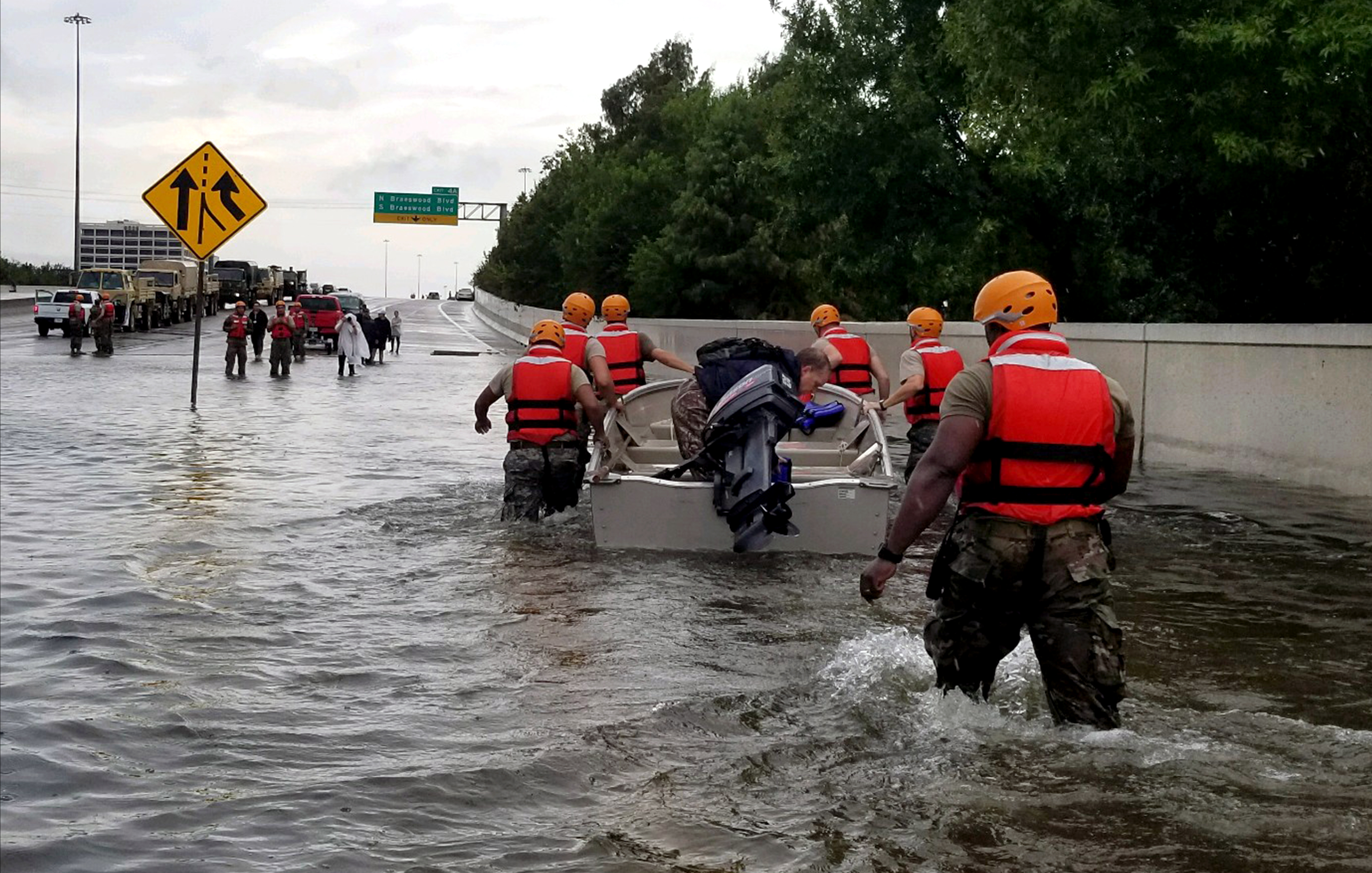
Рятувальники у Г'юстоні

Ураган «Гарві» (англ. Hurricane Harvey) — потужний тропічний циклон, який викликав катастрофічні повені в Південно-східній частині штату Техас, США. Це перший великий ураган в місці виходу на берег в США. Крім того, це найсильніший ураган у Мексиканській затоці після урагану Ріта в 2005 році.

## Гідрологічні характеристики
Гарві є восьмим іменованим штормом, третій ураган, і перший великий ураган в Атлантичному сезоні ураганів 2017.

## Наслідки
Унаслідок Гарві загинуло щонайменше 60 осіб.
Через повені у штаті Техас, місті Г'юстон, стали поширеними випадки мародерства, через що було введено комендантську годину з 22-ї вечора до 5-ї ранку.

## Запровадження надзвичайного стану
Уряд США офіційно запровадив надзвичайний стан у зоні стихійного лиха.

## Техногенні вибухові катастрофи
31 серпня у Техасі на двох хімічних заводах сталися суттєві вибухи, як наслідок повені та суцільного відключення електроенергії.
Виконавчий директор заводу передбачає, що в разі подальшої відсутності електроенергії і блокування через це охолоджувальних систем, можливі ще вісім вибухів великих контейнерів, у яких зберігається вибухово-небезпечна сировина: пероксид.

## Збитки
Експерти підрахували, що збитки від урагану можуть сягнути 200 мільярдів доларів США.

## Офіційні співчуття
- Президент України висловив співчуття американському народу у листі на ім'я Президента США[7],[8].
- Співчуття Уряду США з приводу трагічних подій у Техасі висловив Генеральний секретар ООН[9].
- Президент США з дружиною 29 серпня 2017 року відвідали місце стихійного лиха у Техасі та висловили співчуття родинам загиблих та постраждалих громадян[10].
- Співчуття з приводу катастрофи надіслала Королева Великої Британії Єлизавета II [11].

## Див.також
- Ураган Ірма
- Ураган Марія (2017)
- Ураган Ханна (2020)
- Тропічний шторм Бета